# Champions Hockey League 2008-2009
La Champions Hockey League 2008-2009 è stata l'edizione inaugurale della Champions Hockey League, il più importante torneo per club in Europa.
È stata organizzata dalla IIHF, la federazione internazionale, e vi hanno preso parte 12 squadre provenienti dai sette migliori campionati europei: due squadre per Russia, Finlandia, Repubblica Ceca e Svezia, una per Slovacchia, Svizzera e Germania più una dodicesima proveniente da una di queste ultime tre nazioni attraverso un turno di qualificazioni.
La formula del torneo è sui generis in quanto dalle prossime edizioni vedrà la partecipazione di più compagine provenienti anche da altri campionati europei: il limitato tempo a disposizione non ha consentito all'IIHF di organizzare il torneo come era stato preventivato all'atto di nascita della competizione.
La federazione garantisce ai partecipanti un premio di 300.000 € più un bonus di 1 milione di euro al vincitore. Altre ricompense in denaro sono previste per i vincitori dei gironi (50.000 €), per le squadre che raggiungono le semifinali (200.000 €) e per l'altra finalista (500.000 €). Il totale, 10 milioni di euro, è la più alta somma mai destinata ad una competizione hockeistica per club in Europa.
La manifestazione è stata vinta dagli svizzeri del ZSC Lions, che nella finale hanno sconfitto i campioni d'Europa uscenti, i russi del Metallurg Magnitogorsk.

## Squadre partecipanti
Le squadre che si disputano il torneo sono 12. Dieci di esse partecipano di diritto alla fase finale per i risultati conseguiti nei rispettivi campionati nazionali. Ad esse si aggiungono i campioni d'Europa in carica e una squadra proveniente da un girone di qualificazione.
Squadre qualificate di diritto
 Metallurg Magnitogorsk (Vincitore della IIHF European Champions Cup 2008)
 Salavat Yulaev Ufa (Campione della Russian Super League)
 Kärpät Oulu (Campione della SM-liiga)
 Espoo Blues (Finalista dei play-off della SM-liiga)
 Slavia Praga (Campione della Czech Extraliga)
 HC České Budějovice (Vincitore della stagione regolare della Czech Extraliga)
 HV71 (Campione della Elitserien)
 Linköpings HC (Secondo classificato nella Elitserien)
 Slovan Bratislava (Campione della Slovak Extraliga)
 ZSC Lions (Vincitore della National League A svizzera)
 Eisbären Berlin (Vincitore della Deutsche Eishockey-Liga)
Squadre partecipanti alle qualificazioni
 HC Košice (Secondo classificato nella Slovak Extraliga)
 SC Bern (Vincitore della stagione regolare della National League A)
 Nürnberg Ice Tigers (Vincitore della stagione regolare della Deutsche Eishockey-Liga)

## Qualificazioni
Il girone di qualificazione si è tenuto a Norimberga dal 12 settembre al 14 settembre 2008. La formula prevedeva che ciascuna squadra incontrasse le altre due una sola volta; 3 punti erano assegnati per la vittoria, 0 alla squadra sconfitta. In caso di parità la gara sarebbe stata decisa ai rigori: 2 punti per i vincitori, 1 per gli sconfitti.
Il torneo è stato vinto dagli svizzeri del SC Bern, che così raggiungono i connazionali nel CHL Group Stage, la fase finale. Il miglior marcatore del torneo è stato Ramzi Abid, del SC Bern, con 3 gol e 1 assist. La media degli spettatori si è attestata sui 3.426.

### Risultati
| Norimberga 12 settembre 2008 | Nürnberg Ice Tigers | 1 – 4 (0-0, 1-1, 0-3) referto | SC Bern | Nuremberg Arena (5 046 spett.) |

| Norimberga 13 settembre 2008 | SC Bern | 5 – 4 (2-0, 2-3, 1-1) referto | HC Košice | Nuremberg Arena (1 850 spett.) |

| Norimberga 14 settembre 2008 | HC Košice | 3 – 5 (0-2, 2-2, 1-1) referto | Nürnberg Ice Tigers | Nuremberg Arena (3 373 spett.) |

### Classifica
| Pz. | Squadra             | Pti | PG | V | V* | P* | P | GF | GS | DR |
| --- | ------------------- | --- | -- | - | -- | -- | - | -- | -- | -- |
| 1.  | Berna               | 6   | 2  | 2 | 0  | 0  | 0 | 9  | 5  | +4 |
| 2.  | Nürnberg Ice Tigers | 3   | 2  | 1 | 0  | 0  | 1 | 6  | 7  | -1 |
| 3.  | Košice              | 0   | 2  | 0 | 0  | 0  | 2 | 7  | 10 | -3 |

Legenda: Pz.= piazzamento; PG= partite giocate; V= vittorie; V*= vittorie dopo tempi supplementari o rigori; P*= sconfitte dopo tempi supplementari o rigori; P= sconfitte; Pt.= punti; GF= gol fatti; GS= gol subiti. DR= differenza reti

## CHL Group Stage
Dopo le qualificazione si entra nella prima fase della manifestazione, detta CHL Group Stage: le dodici squadre qualificate - undici direttamente, una dopo le qualificazioni - vengono sorteggiate in quattro gruppi da tre squadre ciascuno. La migliore di ogni gruppo avrà accesso alle semifinali. Le squadre si scontreranno seconda la formula del girone all'italiana: doppie sfide, andata e ritorno, fra ciascuna squadra.
Il sorteggio è avvenuto a Zurigo il 25 aprile 2008.

### Gruppo A
Partecipano a questo girone le seguenti squadre:
- Eisbären Berlino
- Oulun Kärpät
- Magnitogorsk

Il Metallurg Magnitogorsk si è qualificato per le semifinali con una giornata di anticipo, alla quinta dopo la vittoria sul Kärpät. Deludente l'esperienza europei dei finlandesi, che non sono riusciti a vincere neppure una partita; al contrario molto positivo il bilancio per i tedeschi che hanno conquistato un secondo posto nel girone al di là della aspettative e si sono tolti lo sfizio di battere all'ultima giornata i ben più quotati russi del Metallurg, campioni d'Europa in carica.

Inoltre gli Eisbären Berlin hanno giocato le loro due partite in casa di fronte a 13,000 e 13,500 spettatori: un record per la competizione.

Miglior marcatore del girone è stato Jan Marek, del Metallurg, con 2 gol e 5 assist.

#### Risultati
Seguono i risultati del gruppo
| 8 ottobre 2008   | Eisbären Berlin        | 3-2 (1-1, 1-0, 1-1) Referto           | Kärpät Oulu            | O2 World Berlino                |
| 22 ottobre 2008  | Kärpät Oulu            | 0-2 (0-0, 0-1, 0-1) Referto           | Metallurg Magnitogorsk | Oulun Energia Areena Oulu       |
| 29 ottobre 2008  | Metallurg Magnitogorsk | 5-2 (4-0, 0-1, 1-1) Referto           | Eisbären Berlin        | Magnitogorsk Arena Magnitogorsk |
| 12 novembre 2008 | Kärpät Oulu            | 2-3 d.r. (1-0, 0-1, 1-1, 0-1) Referto | Eisbären Berlin        | Oulun Energia Areena Oulu       |
| 19 novembre 2008 | Metallurg Magnitogorsk | 3-1 (0-0, 2-0, 1-1) Referto           | Kärpät Oulu            | Magnitogorsk Arena Magnitogorsk |
| 3 dicembre 2008  | Eisbären Berlin        | 2-1 (1-0, 1-1, 0-0) Referto           | Metallurg Magnitogorsk | O2 World Berlino                |

#### Classifica
Sotto è riportata la classifica del girone:
| Pz. | Squadra          | PG | V | V* | P* | P | Pt. | GF:GS |
| --- | ---------------- | -- | - | -- | -- | - | --- | ----- |
| 1.  | Magnitogorsk     | 4  | 3 | 0  | 0  | 1 | 9   | 11:5  |
| 2.  | Eisbären Berlino | 4  | 2 | 1  | 0  | 1 | 8   | 10:10 |
| 3.  | Oulun Kärpät     | 4  | 0 | 0  | 1  | 3 | 1   | 5:11  |

Legenda: Pz.= piazzamento; PG= partite giocate; V= vittorie; V*= vittorie dopo tempi supplementari o rigori; P*= sconfitte dopo tempi supplementari o rigori; P= sconfitte; Pt.= punti; GF= gol fatti; GS= gol subiti.

### Gruppo B
Partecipano a questo girone le seguenti squadre:
- Espoo Blues
- HV71
- Berna

Il girone è stata vinto dall'Espoo Blues che ha vinto tutti gli incontri che ha disputato, qualificandosi alla terza giornata. Miglior marcatore è stato il giocatore dell'SC Bern Christian Dubé con 5 reti.

#### Risultati
Seguono i risultati del gruppo:
| 8 ottobre 2008   | HV71        | 6-2 (1-0, 2-0, 3-2) Referto | SC Bern     | Kinnarps Arena Jönköping |
| 22 ottobre 2008  | SC Bern     | 1-3 (0-2, 0-0, 1-1) Referto | Espoo Blues | PostFinance Arena Berna  |
| 29 ottobre 2008  | Espoo Blues | 3-2 (2-1, 0-0, 1-1) Referto | HV71        | LänsiAuto Areena Espoo   |
| 12 novembre 2008 | SC Bern     | 7-5 (1-3, 3-0, 3-2) Referto | HV71        | PostFinance Arena Berna  |
| 19 novembre 2008 | Espoo Blues | 2-1 (2-1, 0-0, 0-0) Referto | SC Bern     | LänsiAuto Areena Espoo   |
| 3 dicembre 2008  | HV71        | 0-6 (0-3, 0-1, 0-2) Referto | Espoo Blues | Kinnarps Arena Jönköping |

#### Classifica
Sotto è riportata la classifica del girone:
| Pz. | Squadra     | PG | V | V* | P* | P | Pt. | GF:GS |
| --- | ----------- | -- | - | -- | -- | - | --- | ----- |
| 1.  | Espoo Blues | 4  | 4 | 0  | 0  | 0 | 12  | 14:4  |
| 2.  | HV71        | 4  | 1 | 0  | 0  | 3 | 3   | 13:18 |
| 3.  | Berna       | 4  | 1 | 0  | 0  | 3 | 3   | 11:16 |

### Gruppo C
Partecipano a questo gruppo le seguenti squadre:
- České Budějovice
- Slovan Bratislava
- Salavat Julaev

I campioni di Russia del Salavat sono stati i primi a qualificarsi per la fase finale, ciò che è avvenuto alla quarta giornata. Aleksander Radulov, giocatore del Salavat, è risultato essere il miglior marcatore in virtù di 1 gol e 4 assist.

#### Risultati
Seguono i risultati del gruppo:
| 8 ottobre 2008   | Salavat Yulaev Ufa   | 7-1 (1-0, 3-0, 3-1) Referto | HC České Budějovice  | Ufa Arena Ufa                 |
| 22 ottobre 2008  | HC České Budějovice  | 5-2 (1-0, 2-1, 2-1) Referto | HC Slovan Bratislava | Budvar Arena České Budějovice |
| 29 ottobre 2008  | HC Slovan Bratislava | 2-4 (1-0, 1-3, 0-1) Referto | Salavat Yulaev Ufa   | Samsung Arena Bratislava      |
| 12 novembre 2008 | HC České Budějovice  | 0-3 (0-2, 0-1, 0-0) Referto | Salavat Yulaev Ufa   | Budvar Arena České Budějovice |
| 19 novembre 2008 | HC Slovan Bratislava | 5-3 (3-0, 0-0, 2-3) Referto | HC České Budějovice  | Samsung Arena Bratislava      |
| 3 dicembre 2008  | Salavat Yulaev Ufa   | 8-2 (1-1, 4-1, 3-0) Referto | HC Slovan Bratislava | Ufa Arena Ufa                 |

#### Classifica
Sotto è riportata la classifica del girone:
| Pz. | Squadra           | PG | V | V* | P* | P | Pt. | GF:GS |
| --- | ----------------- | -- | - | -- | -- | - | --- | ----- |
| 1.  | Salavat Julaev    | 4  | 4 | 0  | 0  | 0 | 12  | 22:5  |
| 2.  | České Budějovice  | 4  | 1 | 0  | 0  | 3 | 3   | 9:17  |
| 3.  | Slovan Bratislava | 4  | 1 | 0  | 0  | 3 | 3   | 11:20 |

Legenda: Pz.= piazzamento; PG= partite giocate; V= vittorie; V*= vittorie dopo tempi supplementari o rigori; P*= sconfitte dopo tempi supplementari o rigori; P= sconfitte; Pt.= punti; GF= gol fatti; GS= gol subiti.

### Girone D
Partecipano a questo girone le seguenti squadre:
- Slavia Praga
- Linköping
- ZSC Lions

Il girone è stato senza dubbio il più combattuto ed equilibrato. Infatti si è deciso solamente all'ultima giornata nella partita fra Slavia Praga e ZSC Lions. Gli svizzeri, che avevano perso in casa ai rigori, a Praga hanno vinto 5-1 segnando 4 reti nell'ultimo periodo. Miglior marcatore del girone e di tutto il torneo dopo la fase a girone è stato lo svizzero dei Lions, Adrian Wichser, che pur non segnando alcun gol ha messo a referto 9 assist.

#### Risultati
Seguono i risultati del gruppo:
| 8 ottobre 2008   | HC Slavia Praga | 4-2 (2-1, 1-1, 1-0) Referto                | Linköpings HC   | O2 Arena Praga           |
| 22 ottobre 2008  | Linköpings HC   | 2-7 (2-2, 0-2, 0-3) Referto                | ZSC Lions       | Cloetta Center Linköping |
| 29 ottobre 2008  | ZSC Lions       | 4-5 d.r. (0-1, 1-1, 3-2, 0-0, 0-1) Referto | HC Slavia Praga | Hallenstadion Zurigo     |
| 12 novembre 2008 | Linköpings HC   | 4-5 (0-2, 3-1, 1-2) Referto                | HC Slavia Praga | Cloetta Center Linköping |
| 19 novembre 2008 | ZSC Lions       | 4-3 (1-1, 2-1, 1-1) Referto                | Linköpings HC   | Hallenstadion Zurigo     |
| 3 dicembre 2008  | HC Slavia Praga | 1-5 (0-1, 1-0, 0-4) Referto                | ZSC Lions       | O2 Arena Praga           |

#### Classifica
Sotto è riportata la classifica del girone:
| Pz. | Squadra      | PG | V | V* | P* | P | Pt. | GF:GS |
| --- | ------------ | -- | - | -- | -- | - | --- | ----- |
| 1.  | ZSC Lions    | 4  | 3 | 0  | 1  | 0 | 10  | 20:11 |
| 2.  | Slavia Praga | 4  | 2 | 1  | 0  | 1 | 8   | 15:15 |
| 3.  | Linköping    | 4  | 0 | 0  | 0  | 4 | 0   | 11:20 |

Legenda: Pz.= piazzamento; PG= partite giocate; V= vittorie; V*= vittorie dopo tempi supplementari o rigori; P*= sconfitte dopo tempi supplementari o rigori; P= sconfitte; Pt.= punti; GF= gol fatti; GS= gol subiti.

## Fase finale
La fase finale del torneo prevede un tabellone con semifinali e finale cui accederanno le prime di ogni girone. Tutte le gare, compresa la finale, si baseranno sul doppio confronto andata-ritorno. In caso una partita termini in parità dopo i 60 minuti canonici, il regolamento prevede che non siano disputati supplementari né shout-out, ma la gara verrà considerata come un pareggio. In caso di due pareggi e o di una vittoria per parte - indipendentemente dai gol segnati - verrà disputata, al termine della seconda partita, una sessione di shout-out per decidere il vincitore.
|  | Semifinali | Semifinali         | Semifinali | Semifinali | Semifinali |  |  | Finale       | Finale       | Finale | Finale | Finale |  |
|  |            |                    |            |            |            |  |  |              |              |        |        |        |  |
|  | A1         | Magnitogorsk (dtr) | 1          | 3          | 3 (2)      |  |  |              |              |        |        |        |  |
|  | C1         | Salavat Julaev     | 2          | 1          | 3 (0)      |  |  | Magnitogorsk | Magnitogorsk | 2      | 0      | 2      |  |
|  | B1         | ZSC Lions          | 6          | 4          | 10         |  |  | ZSC Lions    | ZSC Lions    | 2      | 5      | 7      |  |
|  | D1         | Espoo Blues        | 3          | 1          | 4          |  |  |              |              |        |        |        |  |

### Semifinali

#### Prima semifinale
| Arbitri: | Ole Stian Hansen Danny Kurmann |

|                     |           |                                    |
| A. Kaigodorov 59:14 | Marcatori | 35:34 M. Blatak 37:41 A. Perezogin |

| Arbitri: | Soeren Persson Marcus Vinnerborg |

|                           |                |                                                  |
| O. Tverdovsky 27:45       | Marcatori      | 43:58 J. Marek 44:22 D. Platonov 53:30 I. Mirnov |
| A. Teresenko A. Perezogin | Shootout 0 – 2 | J. Marek I. Mirnov                               |

#### Seconda semifinale
Poiché l'Hallenstadion - stadio in cui giocano abitualmente i Lions- era inagibile, la partita che lo ZSC avrebbe dovuto giocare in casa si è disputata nella vicina Rapperswil, a 25 km da Zurigo: anche senza il "fattore campo" i Lions sono comunque riusciti a vincere per 6-3. Gli svizzeri hanno avuto ragione dell'Espoo anche in Finlandia, supportati da circa 600 tifosi.
| 10 dicembre 2008 19:30 CET | ZSC Lions T. Monnet (7:17) R. Gardner (27:18) P. Sejna (30:41) C. Bühler (37:29) J. Alston (47:09) J. Alston (58:40) | 6-3 (1-0, 3-2, 2-1) Referto | Espoo Blues V. Lajunen (20:52) S. Sandell (33:13) J. Nättinen (54:40)                | Diners Club Arena Rapperswil |
| 7 gennaio 2009 19:30 CET   | Espoo Blues I. Kuoppala (33:40)                                                                                      | 1-4 (0-2, 1-0, 0-2) Referto | ZSC Lions (05:44) T. Monnet (15:54) M. Seger (58:17) J.-G. Trudel (58:51) R. Gardner | LänsiAuto Areena Espoo       |

### Finale
Come già per le semifinali lo ZSC ha giocato la propria partita in casa al palazzo del ghiaccio di Rapperswil. La Diners Club Arena ha, però, circa la metà dei posti dell'Hallenstadion: i biglietti sono stati esauriti in mezz'ora e molti tifosi hanno dovuto rinunciare a vedere dal vivo la partita forse più importante della storia del club.
| 21 gennaio 2009 17:30 CET | Metallurg Magnitogorsk V. Atyushov (51:01) T. Rolinek (59:17)                                      | 2-2 (0-2; 0-0; 2-0) Referto | ZSC Lions J.-G. Trudel (9:14) A. Wichser (12:05) | Magnitogorsk Arena Magnitogorsk |
| 28 gennaio 2009 19:30 CET | ZSC Lions B. Down (17:17) P. Sejna (34:48) M. Seger (48:57) J. Alston (49:51) J.-G. Trudel (57:29) | 5-0 (1-0, 1-0, 3-0) Referto | Metallurg Magnitogorsk                           | Diners Club Arena Rapperswil    |

Grazie alla vittoria nella gara di ritorno lo ZSC Lions si aggiudica la prima edizione della Champions Hockey League. Inoltre diventa la prima squadra svizzera ad aggiudicarsi un trofeo europeo di prima fascia. Il portiere dei Lions, il finlandese Ari Sulander, è stato nominato MVP del torneo

## Statistiche

### Classifica marcatori
Aggiornato al 29 gennaio 2009
| Pti | G | A  | Giocatore       | Squadra      |
| --- | - | -- | --------------- | ------------ |
| 13  | 4 | 9  | Jean Guy Trudel | ZSC Lions    |
| 13  | 1 | 12 | Adrian Wichser  | ZSC Lions    |
| 11  | 1 | 10 | Domenico Pittis | ZSC Lions    |
| 10  | 5 | 5  | Peter Sejna     | ZSC Lions    |
| 10  | 3 | 7  | Jan Marek       | Magnitogorsk |

Legenda: G - gol, A - assist, Pt. - punti

### Classifica portieri
Aggiornato al 29 gennaio 2009
| SVS% | GA | SVS | Giocatore         | Squadra          |
| ---- | -- | --- | ----------------- | ---------------- |
| 95,2 | 7  | 138 | Alexandr Eremenko | Salavat Julaev   |
| 93,6 | 15 | 218 | Ilya Proskuryakov | Magnitogorsk     |
| 93,0 | 17 | 224 | Ari Sulander      | ZSC Lions        |
| 92,7 | 10 | 126 | Bernd Brückler    | Espoo Blues      |
| 89,7 | 10 | 87  | Rob Zepp          | Eisbären Berlino |

Legenda: GA - gol subiti, SVS - parate, SVS% - percentuale di parate

Si considerano solo i portieri che abbiano giocato almeno il 40% dei minuti totali della propria squadra.

## Vincitore
| Campione d'Europa 2009   |
| ------------------------ |
| ZSC Lions (primo titolo) |